# Mariana Ochoa
Mariana Yolanda Ochoa Reyes (19. veljače, 1979. – Mexico City, Meksiko) meksička je glumica i pjevačica.

## Filmografija
- Chinaman's Chance kao Julietta (2008.)
- Valentino y el clan del can kao Bianca (2008.)
- Cambio de vida (2008.)
- Se busca un hombre kao Samantha (2007.)
- Amor sin condiciones kao María Claudia (2006.)
- Top Models kao Mariana Reynoso / Paloma Reynoso (2005.)
- Lo que callamos las mujeres kao Mariana (2005.)
- La vida es una canción kao Mariana (2004. – 2005.)
- Vrtlareva kći kao Luisa Fernanda Pérez / Mlada Amelia Alcántara (2003.)

## Pjesme
- Amor sin condiciones
- La hija del jardinero